# Víctor Sánchez
Pour le footballeur né en 1976, voir Víctor (football, 1976).
Víctor Sánchez Mata, né le 8 septembre 1987 à Rubí (Catalogne, Espagne) est un footballeur espagnol jouant dans le club australien du Western United FC.

## Biographie

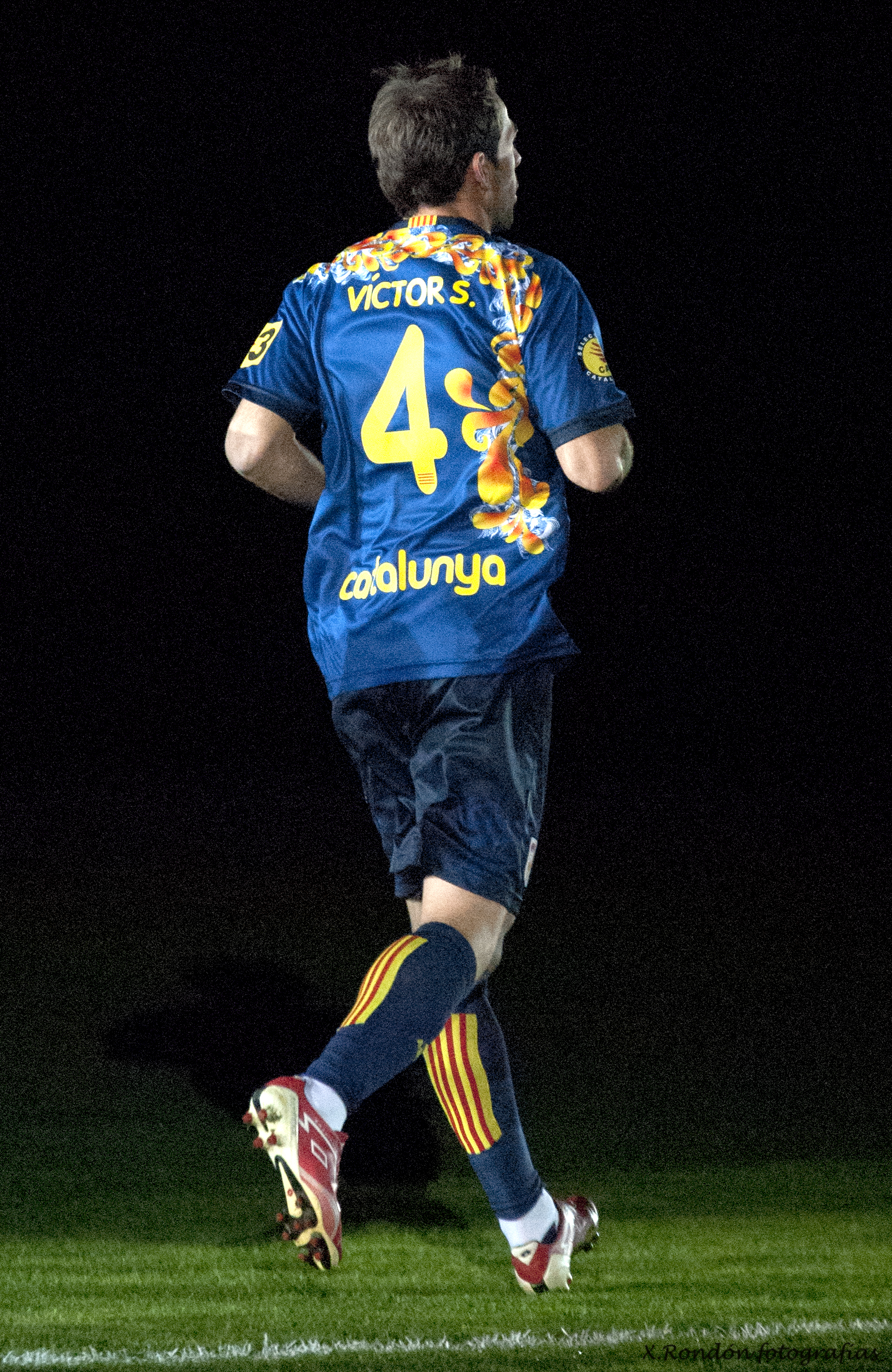
Sánchez avec la Catalogne en 2013

Après avoir débuté dans le football avec les juniors du CE Europa, Víctor Sánchez arrive au FC Barcelone en 2005 à l'âge de dix-huit ans.
En juin 2009, Víctor Sánchez est prêté par le FC Barcelone à Xerez CD. En juin 2010, il est prêté au Getafe CF. 
En juin 2011, il signe un contrat de deux ans avec Neuchâtel Xamax. Le 24 janvier 2012, il est libéré de son contrat avec Xamax à la suite de la mise en faillite du club. Il signe quelques jours plus tard à l'Espanyol de Barcelone pour une durée de deux ans et demi, jusqu'en juin 2014.
Sánchez connaît, comme le reste de l'effectif, une saison 2019-2020 difficile qui voit l'Espanyol finir dernier de Liga et être relégué en Segunda División pour la première fois depuis 1994.
Le 18 août 2020, Sánchez parvient à un accord avec l'Espanyol pour résilier son contrat courant jusqu'en 2021. Le milieu quitte le club après huit ans et demi où il dispute 270 matches pour 11 buts.
Le 27 novembre 2020, il rejoint l'Australie en s'engageant pour deux saisons en faveur du Western United FC.

## Profil
C'est un joueur d'une rare polyvalence, pouvant jouer à tous les postes de la défense, en milieu défensif et même en attaque.

## Carrière
- 2005-2011 :  FC Barcelone
- 2009-2010 :  Xerez CD (en prêt)
- 2010-2011 :  Getafe CF (en prêt)
- 2011-jan. 2012 :  Neuchâtel Xamax
- Jan. 2012-2020 :  Espanyol de Barcelone
- Depuis 2020 :  Western United[3]

## Palmarès
- FC Barcelone
  - Vainqueur de la Ligue des champions en 2009
  - Champion d'Espagne en 2009
  - Vainqueur de la Coupe d'Espagne en 2009